# Struji struja
Struji struja je šesti album hrvatskog pjevača Borisa Novkovića koji sadrži 14 pjesama. Objavljen je 1993. godine.

## Popis pjesama
1. "Struji struja"
2. "Kurve sudbine"
3. "Sve miriše na kraj"
4. "Reci gdje da pobjegnem"
5. "I pod ledom"
6. "Više ništa nije kao prije"
7. "Loša navika"
8. "Odlazim"
9. "Stvorena za mene"
10. "Učinit ću sve zbog tebe"
11. "Lete ptice, lete avioni"
12. "Dajana"
13. "Ništa se ne događa"
14. "Kad te srce za mnom zaboli"